# Sunflower Sapporo (ferry de 2017)
Le Sunflower Sapporo (さんふらわあ さっぽろ, Sanfurawā Sapporo) est un ferry de la compagnie japonaise MOL Sunflower. Construit entre 2016 et 2017 aux chantiers Japan Marine United de Yokohama, il entre en exploitation en octobre 2017 sur les liaisons reliant Ōarai à Tomakomai, sur l'île d'Hokkaidō. Naviguant d'abord sous les couleurs de MOL Ferry, il est transféré en octobre 2023 au sein de la nouvelle compagnie MOL Sunflower.

## Histoire

### Origines et construction
Au début des années 2010, la compagnie MOL Ferry envisage le remplacement des ferries Sunflower Furano et Sunflower Sapporo en service entre Ōarai et Tomakomai. Malgré une entrée en flotte relativement récente, ces deux navires, transférés de la flotte de la compagnie Higashi Nihon Ferry en raison de son retrait des liaisons avec Hokkaidō, tendent à vieillir, en particulier le Sunflower Furano, mis en service en 1993. Il convient alors à MOL Ferry de renouveler sa flotte en alignant le plus rapidement possible des unités neuves, modernes et de confort supérieur.
La commande de ces deux nouveaux navires est passé le 17 octobre 2014 auprès des chantiers Japan Marine United de Yokohama, il s'agit de la première commande de navires neufs passée par MOL Ferry. Les caractéristiques de ces futures unités font état de navires d'environ 200 mètres de long pour 27 mètres de large, ce qui est assez proche des dimensions des anciens Sunflower Furano et Sunflower Sapporo. La conception de la coque et de l'appareil propulsif est avant tout étudiée pour être économe, ainsi, le choix du système de propulsion est arrêté sur une hélice contrarotative (ou hélice CRP) entraînée au moyen de générateurs électriques convertissant l'énergie fournie par deux moteurs diesel. Il s'agit là des premiers navires à passager à adopter ce système hybride qui permet également à la compagnie de réduire l'impact environnemental de sa flotte en n'utilisant les moteurs diesel qu'en haute mer. Par rapport à leurs prédécesseurs, la capacité passagère est légèrement réduite et passe de 700 à 630 personnes. Malgré une surface semblable attribuée aux aménagements intérieurs, ceux-ci sont conçus pour être bien plus confortables avec une décoration plus raffinée. Des nouveautés apparaissent également, tels que des promenades extérieure prévues pour les animaux de compagnie. Le standing des installations va par ailleurs considérablement augmenter avec l'apparition de suites avec balcon mais surtout l'augmentation de 20% du nombre de cabines privatives équipées de sanitaires. Enfin, il est prévu que ces navires soient dotés d'un service de divertissement en ligne directement accessible sur les smartphones des passagers via une application. Baptisée Sunflower Smart Quest (SSQ), cette plateforme communique aux passagers des informations sur la traversée, la destination et les informe sur les évènements prévus à bord pendant le voyage.
Devant se substituer aux Sunflower Furano et Sunflower Sapporo, les futurs navires récupèrent les noms de leurs aînés. Le second navire, baptisé Sunflower Sapporo, est lancé le 29 octobre 2016. En raison de retards pris dans la construction, il n'est livré à MOL Ferry qu'un an plus tard, en octobre 2017.

### Service
Le Sunflower Sapporo entame sa carrière commerciale le 25 octobre 2017 entre Ōarai et Tomakomai. Le navire remplace au sein de la flotte l'ancien Sunflower Sapporo et rejoint son sister-ship le Sunflower Furano, naviguant depuis le mois de mai. La mise en service du Sunflower Sapporo, initialement prévue pour le 28 août, a été retardée de pratiquement deux mois en raison de contretemps survenus durant les travaux de finitions. Repoussée dans un premier temps au 24 octobre, il ne prend la mer que le lendemain en raison du passage d'un typhon. Le 26 octobre cependant, un jour seulement après sa mise en exploitation, le navire doit cesser ses rotations en raison d'une anomalie détectée au niveau des moteurs et qui nécessite son retour aux chantiers et son immobilisation jusqu'au 19 février 2018.

## Aménagements
Le Sunflower Sapporo possède 8 ponts. Si le navire s'étend en réalité sur 10 ponts, deux d'entre sont inexistants au niveau des garages afin de permettre au navire de transporter du fret. Les locaux passagers occupent les ponts 5, 6 et 7 tandis que l'équipage loge à l'avant. Les garages se situent sur les ponts 1, 2, 3 et 4.

### Locaux communs
Les aménagements du Sunflower Sapporo sont situés sur les ponts 5 et 6. Le navire dispose sur le pont 6 d'un vaste restaurant situé à l'avant et une salle d'arcade à l'arrière, ainsi qu'une boutique, une salle de jeux pour enfants et deux bains publics traditionnels (sentō) sur le pont 5. Ces installations sont desservis par un atrium latéral disposant d'une large baie vitrée.

### Cabines
À bord du Sunflower Sapporo, les cabines sont situées majoritairement sur le pont 6 mais également sur les ponts 5 et 7. Le navire est équipé de 21 cabines Prenium avec balcon, dont l'une de dimension supérieure, pouvant loger trois passagers, 50 cabines Superior à trois et 18 à quatre, cinq cabines Superior à quatre adaptées aux animaux de compagnie, cinq dortoirs Comfort d'une capacité de 32 personnes et un à 20, deux dortoirs Tourist pouvant accueillir onze personnes et un pouvant en loger 25.

## Caractéristiques
Le Sunflower Sapporo mesure 199,70 mètres de long pour 27,20 mètres de large, son tonnage est de 13 816 UMS (ce qui n'est pas exact, le tonnage des car-ferries japonais étant défini sur des critères différents). Il peut embarquer 636 passagers et possède un spacieux garage pouvant embarquer 146 véhicules et 160 remorques. Le garage est accessible par l'arrière au moyen de deux porte rampe latérales situées à la proue et à la poupe du côté tribord et une porte rampe axiale arrière. La propulsion du Sunflower Sapporo est assurée par deux moteurs diesel Wärtsilä 12V32E alimentant deux moteurs électriques entraînant une hélice CRP faisant filer le bâtiment à une vitesse de 24 nœuds. Il est aussi doté de deux propulseurs d'étrave, deux propulseurs arrières ainsi qu'un stabilisateur anti-roulis. Les dispositifs de sécurité sont essentiellement composés de radeaux de sauvetage mais aussi d'une embarcation semi-rigide de secours.

## Lignes desservies
Depuis sa mise en service, le Sunflower Sapporo est principalement affecté à la liaison entre Ōarai et Tomakomai, au sud de Sapporo sur l'île d'Hokkaidō.